# Automotora VIP

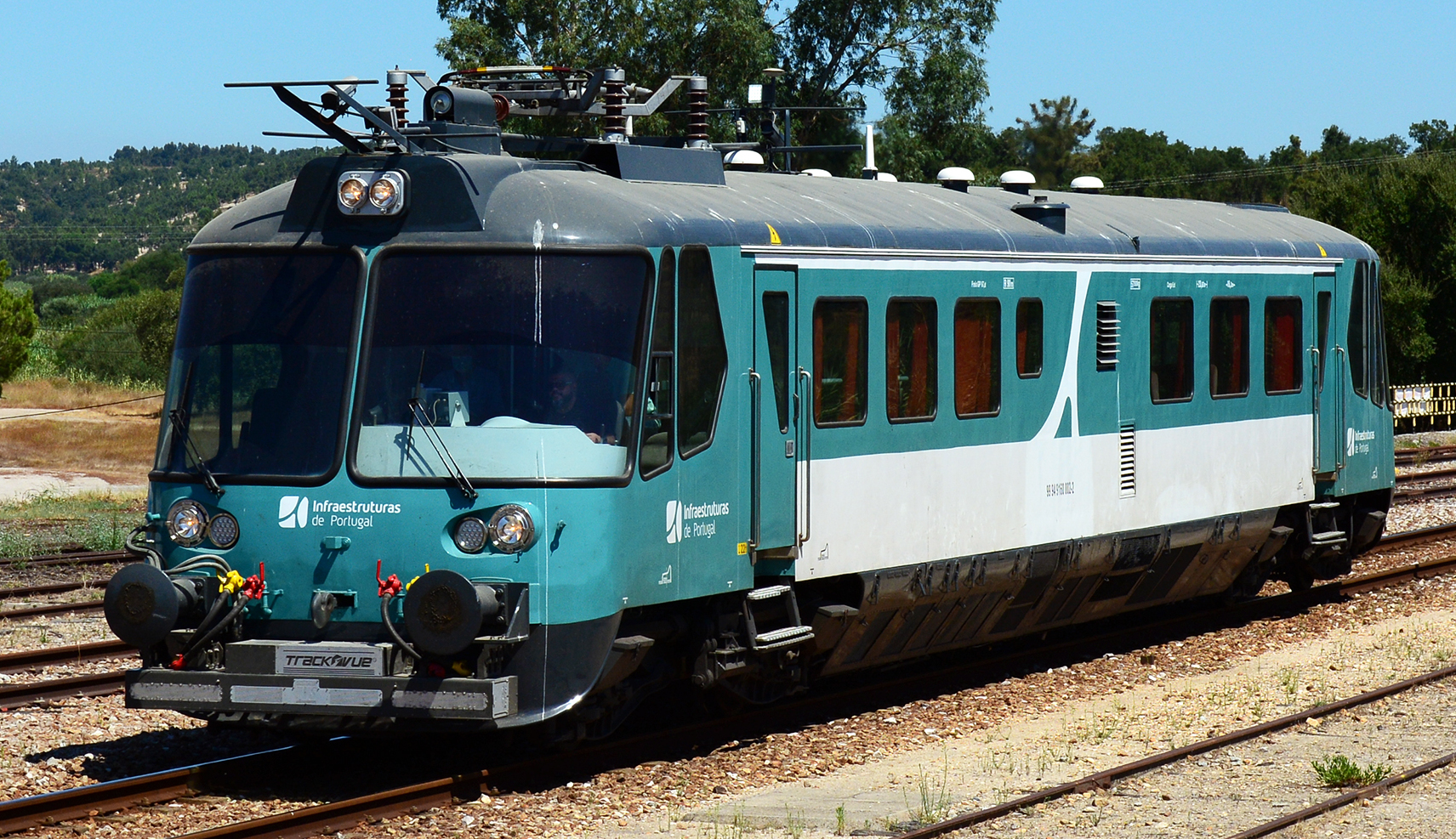
Antiga automotora VIP na Estação de Ponte de Sor em 2020, já após a sua modificação pela Infraestruturas de Portugal.

A Automotora VIP é um veículo ferroviário especial, que esteve ao serviço da operadora Comboios de Portugal. Foi posteriormente transferida para a empresa Infraestruturas de Portugal, que a adaptou para manutenção de catenária.

## Descrição
Esta automotora era utilizada pela operadora Comboios de Portugal para as deslocações do respectivo Conselho de Gerência, e incluía, no seu interior, uma sala de conferências, uma sala de primeira classe, uma cafetaria, e um equipamento de ar condicionado. Apresentava uma transmissão eléctrica, e podia atingir uma velocidade de 100 quilómetros por hora.

## História
Foi criada a partir da automotora número 0301, da Série 0300, tendo sido profundamente modificada no exterior e no interior, nas instalações do Grupo Oficinal de Figueira da Foz. Estas alterações incluíram a modificação das cabines com vidros panorâmicos, a alteração do esquema de pintura exterior, e a instalação de um segundo gerador, com vista a suprir o aumento do consumo de energia eléctrica. Entrou ao serviço em 1992.